# Фаєтт (округ, Іллінойс)
Шаблон:StateAbbr_ 39°00′ пн. ш. 89°01′ зх. д. / 39° пн. ш. 89.02° зх. д.
Округ  Фаєтт (англ. Fayette County) — округ (графство) у штаті  Іллінойс, США. Ідентифікатор округу 17051.

## Історія
Округ утворений 1821 року.

## Демографія
За даними перепису 
2000 року 
загальне населення округу становило 21802 осіб, зокрема міського населення було 7809, а сільського — 13993.
Серед мешканців округу чоловіків було 11352, а жінок — 10450. В окрузі було 8146 домогосподарств, 5657 родин, які мешкали в 9053 будинках.
Середній розмір родини становив 2,98.
Віковий розподіл населення поданий у таблиці:
| Стать    | До 15 років | 15-21 | 22-29 | 30-39 | 40-49 | 50-65 | 65-85 | Понад 85 |
| -------- | ----------- | ----- | ----- | ----- | ----- | ----- | ----- | -------- |
| Чоловіки | 2129        | 1171  | 1341  | 1874  | 1770  | 1655  | 1276  | 136      |
| Жінки    | 2114        | 956   | 895   | 1339  | 1459  | 1635  | 1705  | 347      |

## Суміжні округи
- Шелбі — північний схід
- Еффінґгем — схід
- Клей — південний схід
- Меріон — південь
- Клінтон — південний захід
- Бонд — захід
- Монтгомері — північний захід

## Виноски
1. ↑  U.S. Decennial Census. United States Census Bureau. Архів оригіналу за 26 квітня 2015. Процитовано 5 липня 2014.
2. ↑  Historical Census Browser. University of Virginia Library. Архів оригіналу за 11 серпня 2012. Процитовано 5 липня 2014.
3. ↑  Population of Counties by Decennial Census: 1900 to 1990. United States Census Bureau. Архів оригіналу за 24 квітня 2014. Процитовано 5 липня 2014.
4. ↑  Census 2000 PHC-T-4. Ranking Tables for Counties: 1990 and 2000 (PDF). United States Census Bureau. Архів (PDF) оригіналу за 18 грудня 2014. Процитовано 5 липня 2014.
5. ↑  State & County QuickFacts. United States Census Bureau. Архів оригіналу за 6 червня 2011. Процитовано 5 липня 2014. [Архівовано 2015-11-17 у Wayback Machine.](англ.) Наведено за англійською вікіпедією.
6. ↑  American FactFinder. Бюро перепису населення США. Архів оригіналу за 26 лютого 2012. Процитовано 31 січня 2008. [Архівовано 2008-05-21 у Wayback Machine.]

| США | Це незавершена стаття з географії США. Ви можете допомогти проєкту, виправивши або дописавши її. |